# Comayagua (departament)
Comayagua – departament w środkowym Hondurasie. Zajmuje powierzchnię 5196 km². W 2001 roku departament zamieszkiwało ok. 353 tys. mieszkańców.
Składa się z 21 gmin:

- Ajuterique
- Comayagua
- El Rosario
- Esquías
- Humuya
- La Libertad
- Lamaní
- Las Lajas
- La Trinidad
- Lejamaní
- Meámbar
- Minas de Oro
- Ojos de Agua
- San Jerónimo
- San José de Comayagua
- San José del Potrero
- San Luis
- San Sebastián
- Siguatepeque
- Taulabé
- Villa de San Antonio